# Hanabie.
Hanabie. (Japonês: 花冷え。Estilizado: HANABIE.) é uma banda japonesa nu metalcore de Tóquio, formada em 2015. A banda é formada pela vocalista Yukina, a guitarrista Matsuri, a baixista Hettsu e a baterista Chika. Elas são conhecidos por combinar música alta e pesada com a estética contrastante Harajuku em um estilo autodescrito como "Harajuku-core". Suas músicas incorporam elementos de metalcore, hardcore punk e nu metal, com uma mistura de hip hop e música eletrônica.
A banda foi formada por quatro amigas do ensino médio devido à admiração compartilhada por Maximum the Hormone, como parte das atividades de seu clube de música. Inicialmente uma banda cover, elas logo passaram a escrever músicas originais, produzindo por conta própria seu primeiro single em 2016. Após um período como banda independente, durante o qual lançaram um álbum e um EP, assinaram contrato com a Epic Records Japan, subsidiária da Sony Music Japan em 2023. No mesmo ano foi lançado seu segundo álbum Reborn Superstar!, ficando em 24º lugar nas paradas semanais de álbuns da Billboard Japan. O sucesso do álbum levou ao reconhecimento internacional e aparições em vários festivais de música fora do Japão.
O nome da banda Hanabie. (花冷え。, "clima frio de primavera"), é uma referência aos aniversários dos quatro membros fundadores, todos nascidos durante o inverno ou a primavera. O "。" significa progresso e foi adotado do nome de outra banda da qual os membros eram fãs durante os anos do ensino médio. Sua música apareceu no drama da DMM TV Kenshiro ni Yoroshiku e no programa de variedades japonês Kannai Devil.

## História

### 2015–2016: Formação e primeiros anos
Yukina, Matsuri e Hettsu se conheceram enquanto frequentavam a mesma escola secundária. Nessa época, Yukina e Matsuri tornaram-se fãs de Maximum the Hormone. Elas apresentaram a banda a Hettsu, que inicialmente ficou surpresa com o fato de a "fofa e pura" Yukina ouvir essas "músicas indecentes". Durante o primeiro ano do ensino médio, Yukina decidiu formar uma banda cover do Maximum the Hormone com suas amigas depois de assistir a apresentação de um veterano. Juntamente com Matsuri e Hettsu ela recrutou outra colega de classe, Kaede, e as quatro formaram Hanabie. em junho de 2015. Matsuri assumiu o papel de guitarrista pois já tocava o instrumento desde criança. Hettsu decidiu tocar baixo porque nunca havia tocado o instrumento antes, enquanto Kaede optou pela bateria. Yukina escolheu ser a vocalista porque era a única função que restava. O nome da banda Hanabie. (花冷え。, "clima frio de primavera") é uma palavra japonesa para o dia de primavera em que o frio do inverno retorna. É uma referência aos aniversários dos membros fundadores que nasceram nos meses de primavera ou inverno; Matsuri, Hettsu e Kaede nasceram em dezembro e Yukina nasceu em abril. A escolha de uma palavra japonesa para a banda foi deliberada, pois eles achavam que nomes de bandas em inglês eram muito comuns. O "。" no final é uma homenagem à banda Cocoa Otoko, da qual Yukina e Hettsu eram fãs durante o ensino médio.
Eles logo deixaram de fazer covers de músicas do Maximum the Hormone e começaram a escrever músicas originais. Em outubro de 2016, a banda lançou suas primeiras músicas, "Crash Over" e "Sweet Killer". Em dezembro de 2016, Kaede deixou a banda para se concentrar nos estudos.

### 2017–2019: Primeiro mini-álbum, concursos de bandas, carreira indie

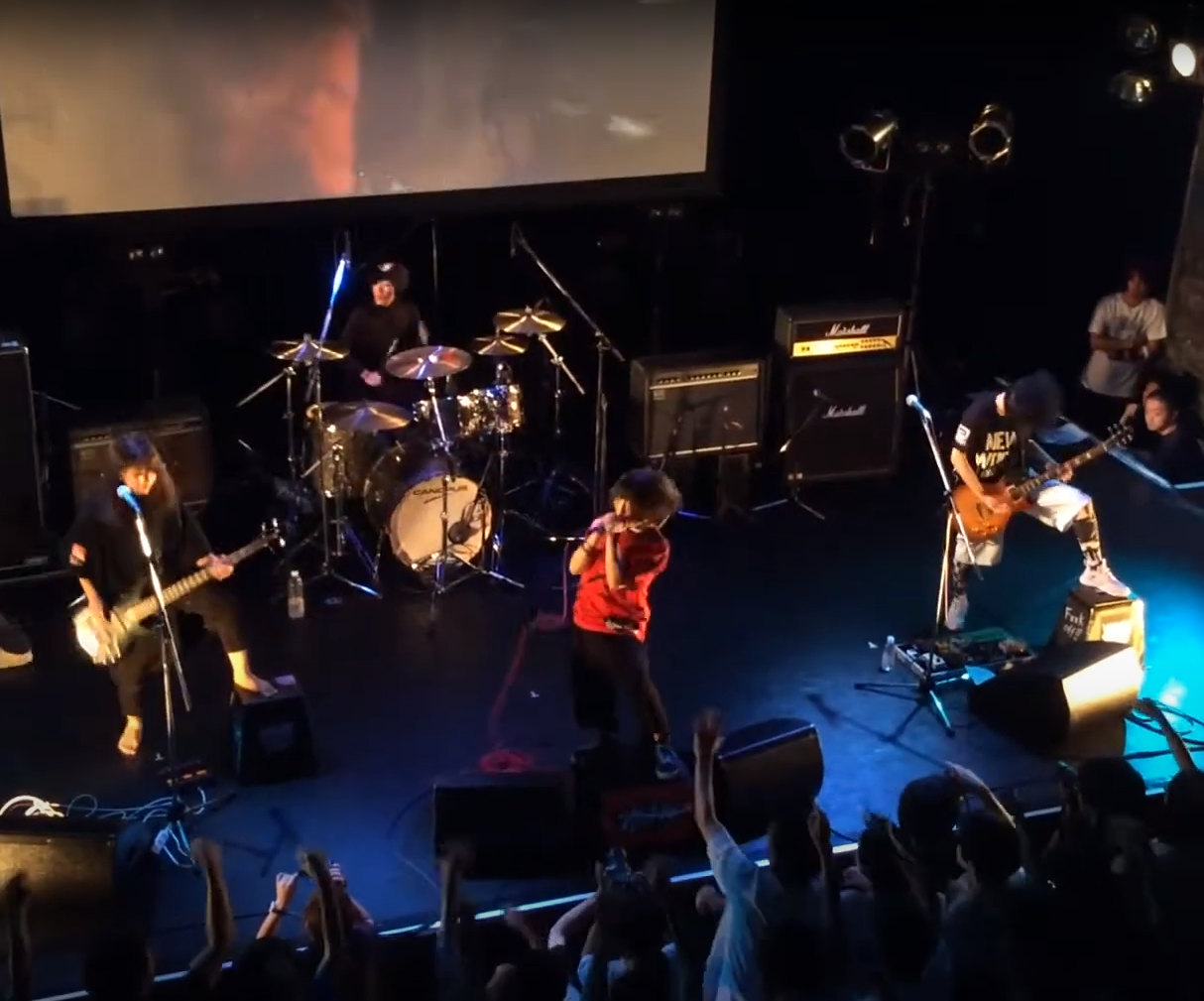
Hanabie. se apresentando em 2017 com a ex-baterista Boa

Depois de descobrirem que estudantes do ensino médio poderiam se apresentar em casas de shows, elas contataram o gerente do Tachikawa Babel e combinaram uma apresentação lá. Posteriormente, eles começaram a se apresentar regularmente em vários locais de Tóquio. Devido à saída de Kaede, a banda continuou suas atividades com diversos bateristas de apoio. Lançaram sua terceira música, "Envy", em junho de 2017, que foi vendida exclusivamente em suas apresentações ao vivo como parte do CD demo "Crash Over". Em julho de 2017, Boa ingressou oficialmente na banda, tendo atuado anteriormente como baterista suporte. Em agosto, participaram no concurso nacional de bandas denominado "School Out", onde a banda terminou como vice-campeã nacional. Durante a competição chamaram a atenção do baterista da Crystal Lake, Gaku Taura. Ao saber que estavam procurando um estúdio de gravação, Taura se ofereceu para gravar o álbum em seu estúdio.
Em agosto de 2018, a banda entrou no concurso Japan Expo Rock e chegou à final, tornando-se a única banda adolescente a fazê-lo. Nesse período, pensaram em abandonar a música devido à incerteza sobre o futuro, mas Taura os convenceu do contrário, acreditando que “essas crianças podem ser grandes no futuro”. Em 17 de outubro, a banda anunciou o lançamento de seu mini-álbum de estreia, "Cherry Blossoms Are Blooming", junto com uma turnê.
Boa decidiu sair da banda em setembro de 2018, levando-as a continuar suas apresentações ao vivo com o auxílio de outros bateristas de apoio. Em novembro, embarcaram na turnê de lançamento "Flowering Statement", que incluiu shows em Shinjuku, Nagano, Osaka, Nagoya, Shizuoka, Kyoto e Tachikawa. Eles também se apresentaram no "Ro Jack for Countdown Japan 18/19". O single "LCG" foi lançado em novembro de 2019 nas plataformas digitais, acompanhado de um videoclipe no YouTube.

### 2020–2022:Girls Reform Manifeste sucesso independente

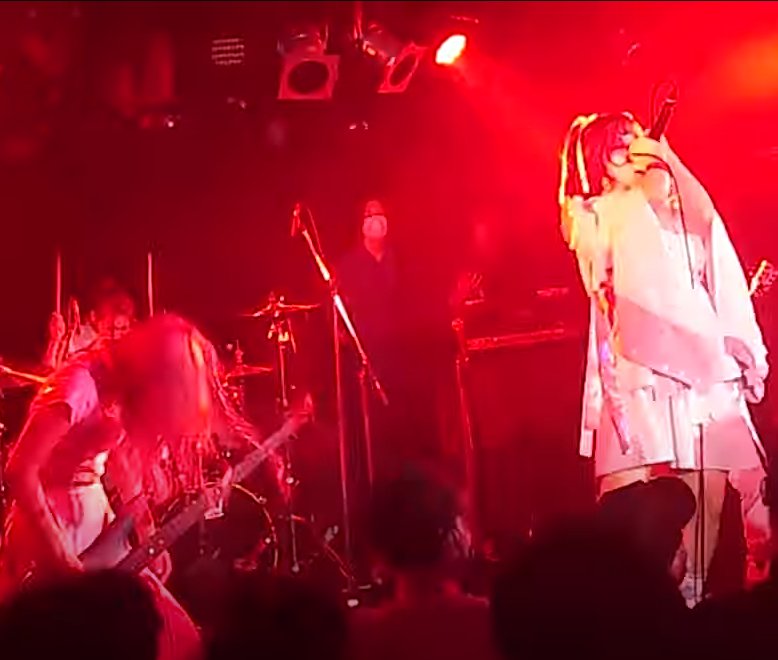
Hanabie. frequentemente tocava em casas de shows em Tóquio

A banda fez uma aparição no "Ro Jack for Rock in Japan 2020" em junho de 2020. Em agosto de 2020, lançaram "Sentimental Heroine" em diversas plataformas de streaming de música, acompanhado de um lyric video no YouTube. Durante o mesmo mês, eles também anunciaram uma campanha de crowdfunding para apoiar seu próximo álbum. Os apoiadores receberam várias recompensas, com o nível mais alto recebendo uma nova música personalizada escrita pela banda com base em seus pedidos.
Em setembro de 2020, a banda apresentou Sae como sua nova baterista, que já havia atuado na cena underground local. Nesse mesmo mês, lançaram a música "Reiwa Matching Generation". Sua descoberta veio com o lançamento de “We Love Sweets” em janeiro de 2021, que obteve mais de um milhão de visualizações no YouTube. O sucesso da música gerou mais oportunidades de apresentação em diversos eventos musicais e aumentou a participação em seus shows. Eles também participaram de shows com bandas como C-Gate e Oshamagane.
Como as membras da banda ainda eram estudantes universitárias,  tiveram que equilibrar estudos, empregos de meio período e sessões de gravação enquanto continuavam a se apresentar em casas de shows. Faziam shows durante as férias ou sempre que tinham folga. Em 2021, as integrantes da banda se formaram na universidade. Mais tarde naquele ano, seu primeiro álbum completo, "Girls Reform Manifest" foi lançado em 14 de janeiro de 2021. Um show de lançamento do novo álbum foi realizado no mesmo mês. Em abril de 2022, lançaram o single "Love♡ Ranbu", seguido de "Neet Game" em agosto de 2022, este último também recebeu um videoclipe. Elas se estabeleceram com sucesso na cena indie de Tóquio. Ao longo de 2022, se apresentaram em vários locais em Shimokitazawa, Shibuya, Nagoya e Shinjuku.

### 2023 – presente:Reborn Superstar!, reconhecimento internacional e grande contrato discográfico

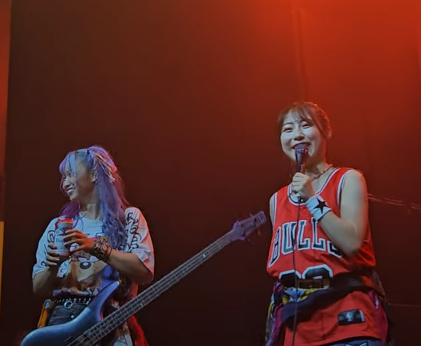
Hettsu (à esquerda) e Yukina se apresentando durante a turnê de Hanabie nos Estados Unidos em 2023

Em janeiro de 2023, elas lançaram um novo single "Pardon Me, I Have to Go Now" (お先に失礼します。). O sucesso da música atraiu a atenção de promotores internacionais, com a banda recebendo convites para se apresentar no MetalDays, Leyendas del Rock, Dynamo Metalfest, Blue Ridge Rock Festival, Louder than Life e Aftershock. Sua apresentação no MetalDays foi posteriormente cancelada após fortes chuvas e inundações na Eslovênia.
Após um período de ausência nas apresentações ao vivo, foi anunciado em abril que Sae deixaria a banda por motivos pessoais. Em uma entrevista subsequente para a Headbang Magazine, as membros da banda citaram diferenças sobre a direção da banda e desentendimentos pessoais, entre outras razões para a saída de Sae. Com uma turnê internacional se aproximando, a banda inicialmente considerou utilizar um baterista suporte devido à dificuldade de recrutar um novo em curto prazo. No entanto, finalmente optaram por procurar um baterista permanente para garantir uma formação completa para sua estreia major. Matsuri procurou seus contatos, perguntando "Somos uma banda desse gênero, há alguém disposto a fazer isso?". Após uma audição, Chika, que já havia trabalhado como professora de bateria, foi escolhida para o papel. Ela foi formalmente apresentada como a nova baterista da banda em maio, durante o bis de sua apresentação no "Great Spring Liberation Festival 2023". No mesmo mês, foi feito o anúncio de sua turnê europeia, enquanto uma turnê americana foi anunciada em junho.
Seu segundo álbum, Reborn Superstar! foi lançado em 26 de julho de 2023. Recebeu críticas positivas, chegando ao 26º lugar nas paradas semanais de álbuns da Billboard Japan. O lançamento do álbum coincidiu com a turnê nacional do Japão de 8º aniversário da banda. Pouco tempo depois, a banda embarcou em sua primeira turnê européia em agosto, seguida por sua primeira turnê nos EUA em setembro. Elas abriram para o Limp Bizkit em novembro. No mês seguinte acompanharam a banda britânica de metalcore While She Sleeps em sua turnê pela Ásia, como banda de abertura.
Um novo single "Otaku Lovely Densetsu" foi lançado em 13 de janeiro de 2024. No mesmo mês, elas começaram a "Hajimete no Lovely Legend 2-man Japan Tour". A turnê terminou em março com um show co-headlining com Maximum the Hormone. Durante a turnê, as integrantes da banda receberam mensagens ameaçadoras nas redes sociais, o que levou a medidas de segurança reforçadas em seus shows enquanto as autoridades conduziam investigações. As segundas turnês europeias e norte-americanas da banda foram anunciadas em fevereiro, com Left to Suffer e Outline in Color como bandas de apoio. A turnê incluiria apresentações no Download Festival, Rock am Ring, Rock im Park, Grasspop Metal Meeting, Resurrection Fest e Full Force.

## Estilo musical e influências

### Estilo musical
| “ | Nosso estilo é inspirado no hardcore melódico, loud rock e metalcore. Somos todas grandes fãs de Maximum the Hormone, então decidimos formar uma banda cover. Todas nós temos raízes musicais diferentes e as misturamos, o que se tornou nosso estilo musical atual. | ” |
|   | — Hanabie. em suas "origens e influências". |   |

Hanabie. A música de pode ser amplamente classificada como metalcore, embora com influências de vários estilos musicais. A crítica musical Katarina McGinn opina que a banda "incorpora tantas influências externas diferentes de uma variedade de gêneros junto com a espinha dorsal do metalcore para fazer uma pasta que parece tão inventiva quanto abrasiva". Além do metalcore, elementos do nu metal, hardcore punk, eletrônica, EDM e hyperpop japonês foram observados em suas músicas da Metal Hammer. Seu lirismo irônico e composições que desafiam o gênero compartilham uma estética com Maximum the Hormone, de quem elas costumavam fazer covers em seus primeiros dias. A maioria das músicas da banda tem como pano de fundo riffs pesados baseados em acordes poderosos e apresentam um colapso, mas geralmente carecem de um solo de guitarra, com "Envy" e "Be the GAL" sendo as únicas duas músicas a apresentar tal. Algumas de suas canções seguem estruturas não tradicionais e não lineares, sem repetição de versos ou refrões. Os vocais alternam entre gritos e limpos. Eles foram caracterizados como sendo do estilo Bring Me the Horizon por knotfest.com. A revista Metal Hammer comparou suas músicas a Maximum the Hormone, Enter Shikari e Crossfaith.

### Composição
Hanabie. as músicas são escritas principalmente por Matsuri e Yukina. Matsuri é o principal compositor musical da banda e também está envolvido nos arranjos. O tema lírico de cada música é feito por Yukina com base nas demos instrumentais de Matsuri. Yukina e Matsuri escrevem melodias e letras para suas respectivas partes vocais. Hettsu normalmente escreve apenas as linhas de baixo, mas ocasionalmente também escreve letras. As seções de bateria foram compostas por Matsuri durante a ausência de um baterista permanente. Sendo a única guitarrista, Matsuri alterna entre ritmo e partes principais que ela escreve livremente na proporção de 2:1. Vocais gritantes e limpos constituem porções aproximadamente iguais de suas músicas.

### Influências
Yukina cita Maximum the Hormone, A Crowd of Rebellion, Hysteric Panic e Ellegarden como suas influências. Matsuri afirmou que seus gostos musicais foram influenciados por seus pais, ambos fãs de rock e metal. Ela cita Maximum the Hormone, Hi-Standard, Hysteric Panic, SiM e Coldrain como suas influências. Hettsu cita as músicas de anime como sua maior influência. Chika cita One OK Rock, Sekai No Owari e Spitz como suas raízes musicais. Vocaloid e música eletrônica populares em Nico Nico Douga também foram citadas como influências pelas integrantes da banda. Todos as membras admitiram ser fãs de anime e videogames, cujas influências podem ser vistas em suas músicas, capas de álbuns e videoclipes.

## Imagem

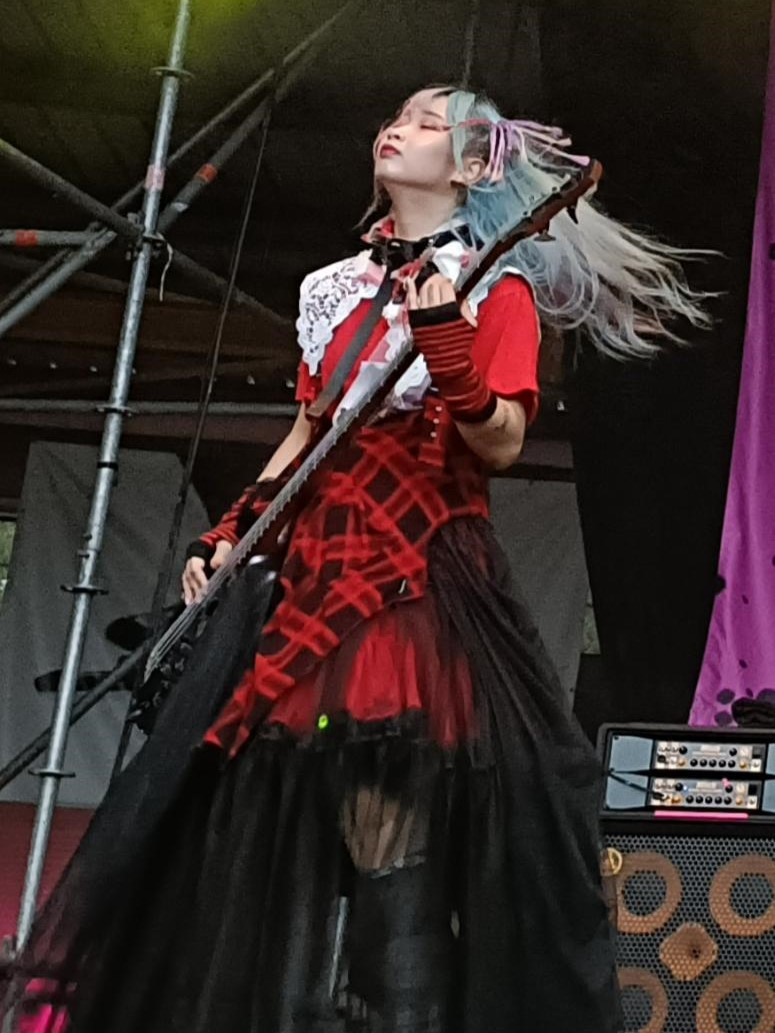
Hettsu (foto em 2023) se apresentando com uma roupa inspirada na moda de rua Harajuku

Hanabie. foi percebida  pela revista Metal Hammer por sua imagem de Geração Z, de "autenticidade, relaxamento e bagunça". A banda aborda frequentemente questões desta geração em suas músicas. A cultura e a moda japonesas contemporâneas centradas nas regiões de Akihabara e Harajuku, em Tóquio, são uma parte notável da imagem da banda. O termo Harajuku-core (estética Harajuku + metalcore) tem sido usado pela banda para se descrever. Originalmente cunhado por seus fãs estrangeiros, o termo foi posteriormente adotado por elas. Além disso, o grupo incorporou elementos de várias subculturas, incluindo as culturas Gyaru e Otaku, entre outras. Imagens de anime são frequentemente usadas por elas e aparecem em todas as capas de seus álbuns, bem como em muitos de seus produtos. As roupas da banda são desenhadas por Hettsu, algumas das quais também foram feitas à mão por ela.
Antes do lançamento de LCG, a banda tinha um visual mais casual. De acordo com Matsuri, "Não queríamos ser subestimadas. Naquela época, a cena metalcore consistia em muitos jeans pretos skinny. Jeans pretos skinny, camiseta branca, sem sorriso. Tentamos replicar isso um pouco da melhor maneira que pudemos." Mas eventualmente decidiram mudar seu visual, pois sentiram que não se alinhava com a música que queriam fazer, bem como para se diferenciarem de outras bandas semelhantes.

## Membros
Membros atuais
- Yukina – gutural, vocais limpos (2015–presente)
- Matsuri – guitarra, vocais limpos (2015–presente)
- Hettsu – baixo, backing vocals (2015-presente)
- Chika – bateria (2023 – presente)

Membros antigos
- Kaede – bateria (2015–2016)
- Boa – bateria (2017–2018)
- Sae – bateria (2020–2023)

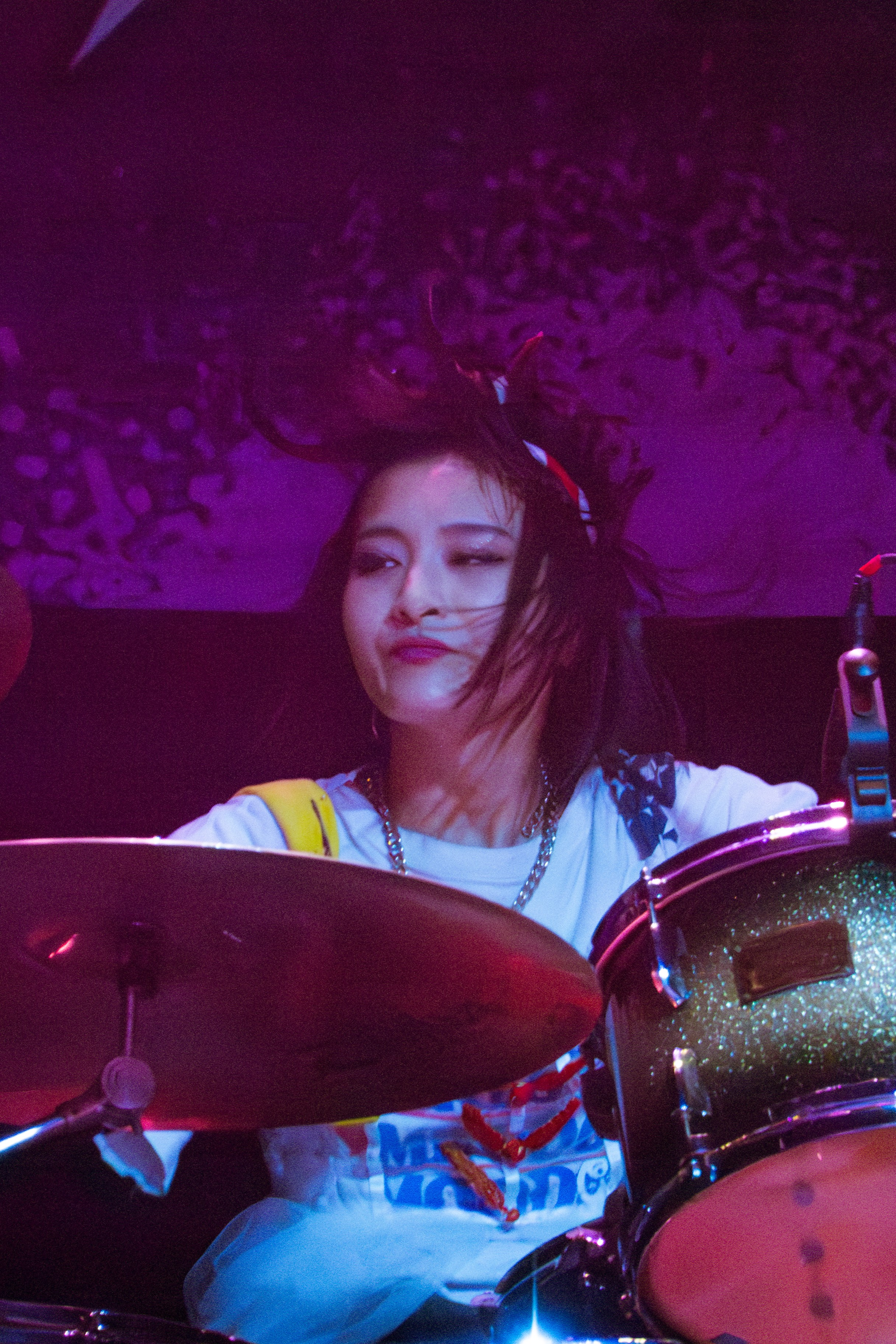
Chika
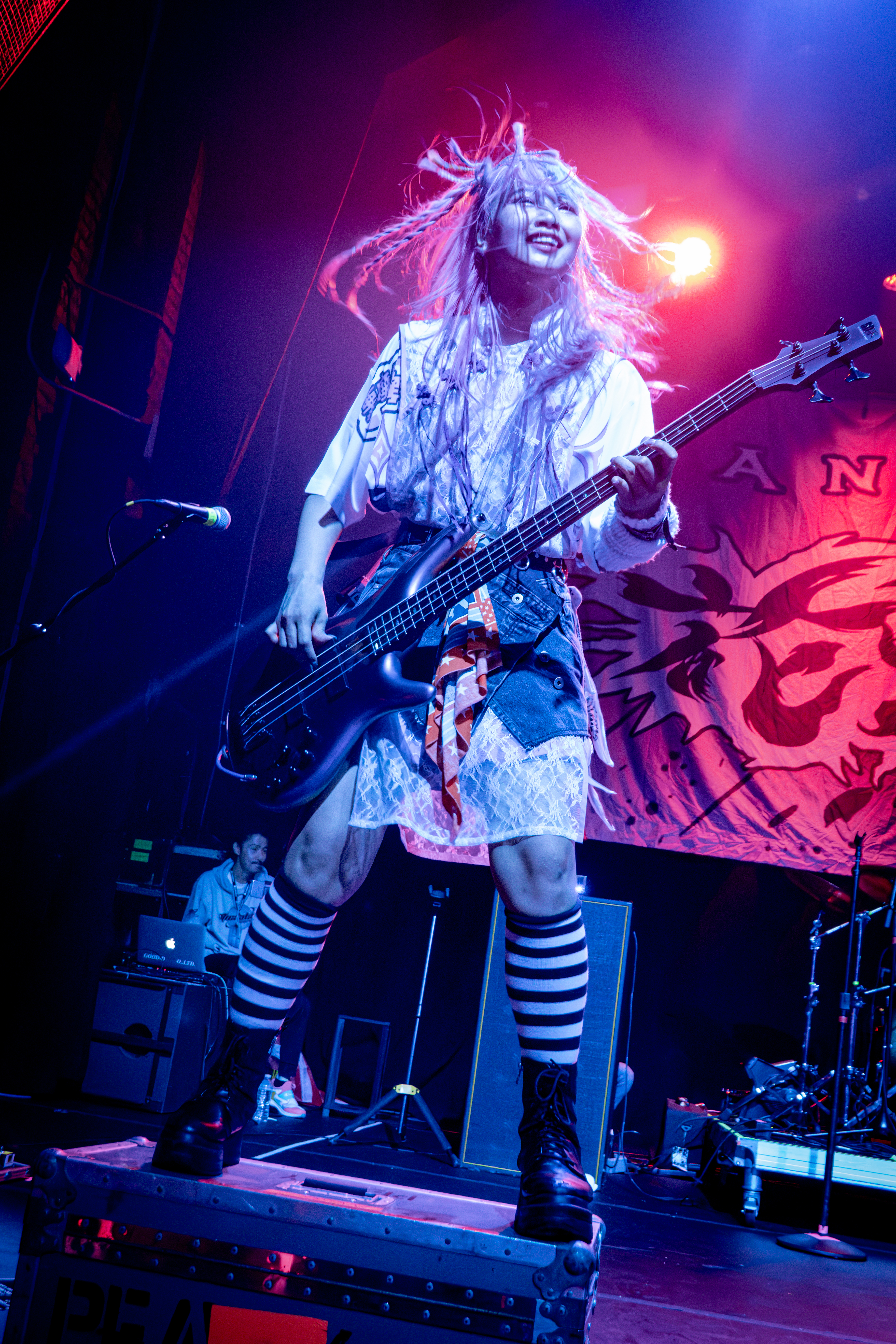
Hettsu
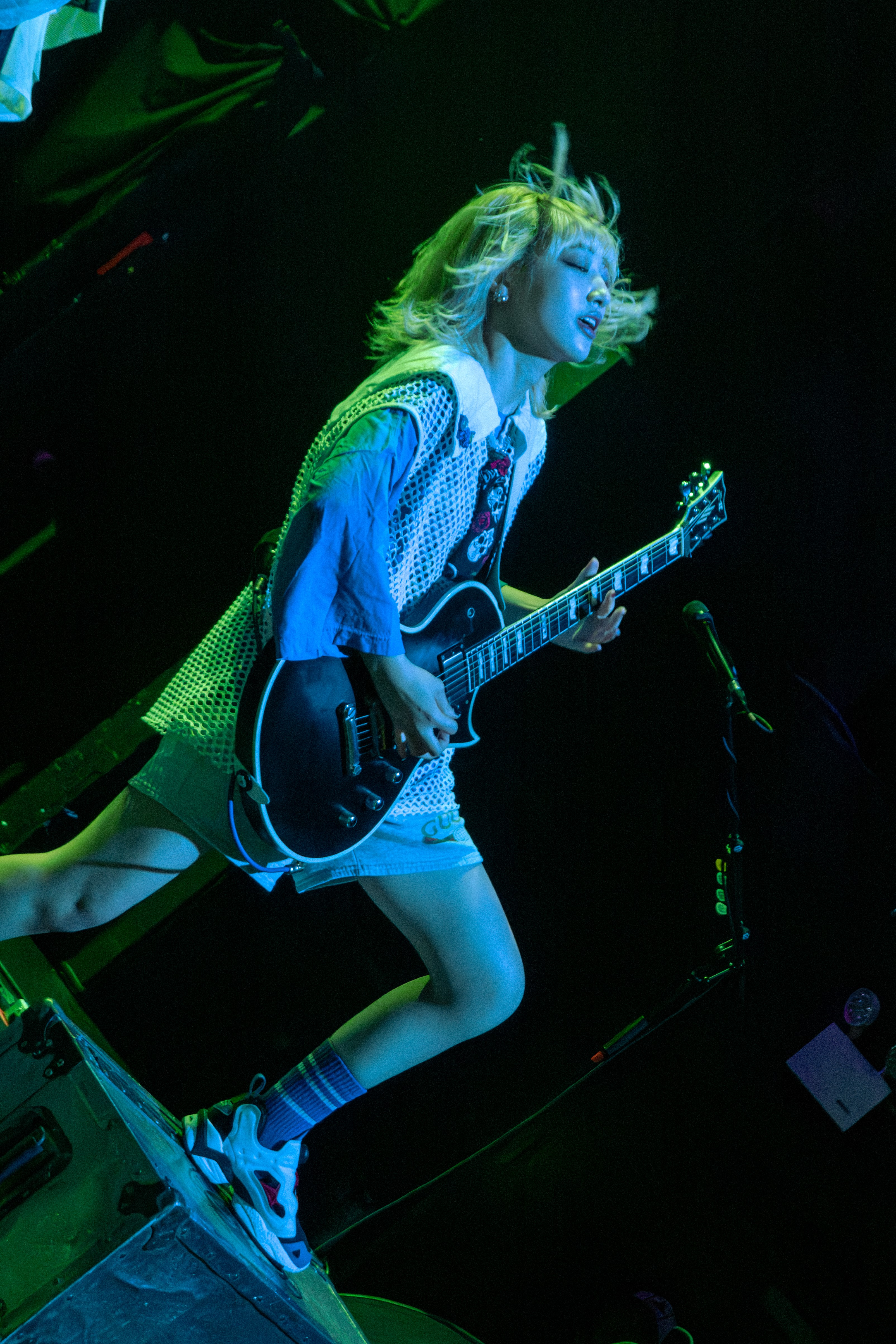
Matsuri

## Discografia
Álbuns de estúdio
- Girl's Reform Manifest (2021)
- Reborn Superstar! (2023)

Mini álbuns
- Cherry Blossoms Are Blooming (2018)
- Bucchigiri Tokyo (2024)